# Imerinus granuliferus
Imerinus granuliferus är en skalbaggsart som beskrevs av Charles Joseph Gahan 1890. Imerinus granuliferus ingår i släktet Imerinus och familjen långhorningar.
Artens utbredningsområde är Madagaskar. Inga underarter finns listade i Catalogue of Life.